# Talássio (próximo)

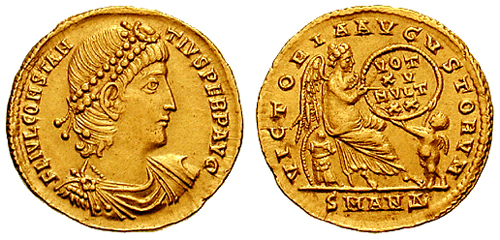
Soldo de Constâncio II r.

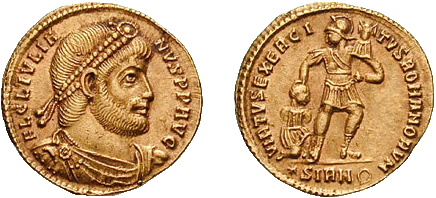
Soldo de r.

Talássio (em latim: Thalassius) foi um oficial romano cristão do século IV, ativo durante o reinado dos imperadores Constâncio II (r. 337–361) e Juliano, o Apóstata (r. 361–363). Era filho do prefeito pretoriano do Oriente Talássio com uma mulher de nome desconhecido e era irmão do notário Bassiano e duma dama de nome desconhecido, fruto do casamento de seu pai com Teodora. Também era parente do sofista Libânio e teve uma jovem esposa de nome desconhecido com quem ainda não havia tido filhos por 358.
Em 353, em decorrência do falecimento de seu pai, seus estudos foram encerrados. Mais adiante foi acusado de querer conspirar contra o césar Constâncio Galo (r. 351–354) e angariou a inimizade de Juliano. Segundo Libânio, Talássio ainda eram muito jovem por 357/358 e em 358 estava na corte da Panônia procurando ofício. Em 358/361, foi nomeado como próximo das petições (proximus libellorum), posição que reteve até 362.
Em 361, quanto estava em Antioquia, foi acusado de tomar propriedades por meio da violência. Por conta da inimizade do imperador Juliano, foi proibido de frequentar a corte, um fato aproveitado por seus rivais. Juliano, por sua vez, logo postergaria o julgamento das acusações e nesse meio tempo reconciliou-se com Talássio.
Descrito como rico e generoso por Libânio, Talássio possuía propriedades na Fenícia (um templo pagão) e Eufratense e gastou parte de sua fortuna patrocinando obras em Antioquia. Por conta das acusações lançadas contra ele em 361, Talássio teve de abandonar suas propriedades, provocando a ruína das colheitas.